# Джефферсон (округ, Джорджия)
Дже́фферсон (англ. Jefferson County) — округ штата Джорджия, США. Население округа на 2000 год составляло 17266 человек. Административный центр округа — город Луисвилл.

## История
Округ Джефферсон основан в 1796 году, и назван в честь Томаса Джефферсона - третьего президента США .

## География
Округ занимает площадь 1367.5 км2.

## Демография
Согласно Бюро переписи населения США, в округе Джефферсон в 2000 году проживало 17266 человек. Плотность населения составляла 12.6 человек на квадратный километр.

## Города
- Авира
- Стейплтон
- Бартоу
- Уодли
- Луисвилл
- Ренс